# Robert MacNaughton
Ne doit pas être confondu avec Robert McNaughton.
Robert MacNaughton est un acteur américain, né le 19 décembre 1966 à New York.
Il est essentiellement connu pour son rôle dans le film E.T. l'extra-terrestre, où il incarne Michael, le frère aîné d'Elliot (Henry Thomas). Pour ce rôle, il a emporté un Young Artist Award du meilleur second rôle en 1982.

## Biographie
Né le 19 décembre 1966 à New York, Robert MacNaughton a travaillé principalement au théâtre, avant et après E.T. : après avoir tourné dans un autre film, I Am the Cheese en 1983, il s'est tourné vers le théâtre avec la Circle Repertory Company, pour qui il a tenu le rôle de Buddy Layman dans The Diviners, de Jim Leonard Jr. 
Robert MacNaughton a joué avec Kevin Kline dans Henri V de Shakespeare au New York Shakespeare Festival à Central Park. Il a joué Hally dans "Master Harold"...and the Boys d'Athol Fugard pour le South Coast Repertory, et a également joué pour le Long Wharf Theatre et le Seattle Repertory Theatre, parmi beaucoup d'autres. Il est apparu à la télévision dans Screen Two de Dennis Potter pour la BBC, dans Vietnam War Story pour HBO, dans les séries Newhart et Amen, et d'autres téléfilms.
Robert MacNaughton a cessé d'être acteur en 2002. Il a ensuite travaillé comme facteur à Phoenix (Arizona) et à Jersey City (New Jersey). 
En 2013, Robert MacNaughton est finalement revenu à son premier métier, pour jouer dans deux films : Laugh Killer Laugh de Kamal Ahmed, où il a joué aux côtés de son épouse Bianca Hunter, et Frankenstein vs. The Mummy, de Damien Leone.
Robert MacNaughton est marié depuis le 2 juillet 2012 à l'actrice Bianca Hunter, de qui il a un fils, Noah, et trois beaux-fils.

## Filmographie

### Au cinéma
- 1982 : E.T. l'extra-terrestre : Michael
- 1983 : I Am the Cheese : Adam Farmer
- 2015 : Frankenstein vs. The Mummy : Isaac
- 2015 : Laugh Killer Laugh : professeur d'écriture créative

### À la télévision
- 1980 : Angel City (téléfilm) : Bennie Teeter
- 1981 : Big Bend Country (téléfilm) : Dave McGregor
- 1982 : The Electric Grandmother (téléfilm) : Tom
- 1984 : CBS Schoolbreak Special (série télévisée, épisode Hear Me Cry) : Craig Parsons
- 1987 : A Place to Call Home (téléfilm) : Michael
- 1987 : Screen Two (série télévisée, épisode Visitors) : Clayton
- 1987 : Newhart (série télévisée, épisode Here's to You, Mrs Loudon) : Andy
- 1987 : Amen (série télévisée, épisode Deacon on the Line) : Michael
- 1988 : Vietnam War Story (série télévisée, épisode The Fragging) : charretier

### Au théâtre
- The Diviners, de Jim Leonard Jr. : Buddy Layman
- Henri V, de William Shakespeare
- "Master Harold"...and the Boys, d'Athol Fugard : Hally

## Récompense
- 1983 : Young Artist Award du meilleur second rôle dans E.T. l'extra-terrestre